# 美映子
「美映子」（みえこ）は、南こうせつが1982年1月にリリースした10枚目のシングルである。

## 解説
- 同年発売のアルバム『ひとりごと』にも収録された。B面の「丘の上の子供たち」はアルバム未収録で、未CD化。
- 「美映子」という名前は、作詞家の岡本おさみが、「見えるものを美しく映す心の優しい女性」という意味でこのタイトルを付けたという。

## 収録曲
- 両楽曲とも、作詞:岡本おさみ／作曲:南こうせつ／編曲:石川鷹彦

1. 美映子
2. 丘の上の子供たち

## 収録アルバム
| 曲名   | アルバム       | 発売日        | 備考                  |
| ------ | -------------- | ------------- | --------------------- |
| 美映子 | 『ひとりごと』 | 1982年2月21日 | 7thオリジナルアルバム |